# Settsass
De Settsass is een berg in de Italiaanse Dolomieten. De berg ligt in de Italiaanse provincie Belluno op korte afstand van het Zuid-Tiroler bergdal Valle San Cassiano.
In oostelijke richting strekt zich als voortzetting van de Settsass de bergrug Pale di Gerda uit. Ten zuiden van de berg ligt Col di Lana die tijdens de Eerste Wereldoorlog een belangrijke rol speelde.
De Settsass kan vanuit verschillende richtingen beklommen worden. Een populair aanvangspunt voor de beklimming van de berg is de Valparolapas (2192 m) waar ook de meest nabije berghut te vinden is (Rifugio Valparola).